# Oncideres maxima
Oncideres maxima är en skalbaggsart som beskrevs av Dillon 1946. Oncideres maxima ingår i släktet Oncideres och familjen långhorningar. Inga underarter finns listade i Catalogue of Life.